# Gerhart Schmidt
Gerhart Schmidt (* 3. Juni 1925 in Lörrach, Baden; † 30. Oktober 2017 in Bonn) war ein deutscher Philosoph.

## Leben
Gerhart Schmidt, Sohn des Kaufmanns Alfred Schmidt sowie der Anna geborene Stürzinger, widmete sich nach abgelegtem Abitur den Studien der Philosophie, Romanistik sowie Geschichte an den Universitäten Basel, Freiburg und Lyon, 1951 erfolgte seine Promotion zum Dr. phil.
Nach Assistenzjahren habilitierte er sich 1959 an der Universität Freiburg als Privatdozent der Philosophie, 1965 wurde er dort zum außerplanmäßigen Professor befördert. 1972 folgte er einem Ruf auf eine ordentliche Professur für Philosophie an die Rheinische Friedrich-Wilhelms-Universität Bonn, die er bis zu seiner Emeritierung 1990 innehielt.
Seit 1971 erscheint in Reclams Universal-Bibliothek seine Übersetzung von René Descartes’ Meditationen über die Erste Philosophie.

## Schriften (Auswahl)
- Prädikation und Apophansis: Ein Beitrag zum Problem der Aussage, Verlag für Recht und Gesellschaft, Basel, 1952
- Hegel in Nürnberg: Untersuchungen zum Problem der philosophischen Propädeutik, Niemeyer, Tübingen, 1960
- Aufklärung und Metaphysik: Die Neubegründung des Wissens durch Descartes, Niemeyer, Tübingen, 1965
- Ist Wissen Macht? Über die Aktualität von Bacons „Instauratio magna“, Bouvier, Bonn, 1967
- Subjektivität und Sein: Zur Ontologizität des Ich, Bouvier, Bonn, 1979
- Platons Vernunftkritik oder die Doppelrolle des Sokrates im Dialog Charmides, Königshausen und Neumann, Würzburg, 1985
- Der platonische Sokrates: Gesammelte Abhandlungen 1976 – 2002, Königshausen und Neumann, Würzburg, 2006